# Cseke Gábor
Cseke Gábor (Kolozsvár, 1941. július 29. – Csíkszereda, 2023. március 18.) magyar költő, író, újságíró. Cseke Vilmos matematikus fia.

## Életpályája
Középiskolát szülővárosában, a Brassai Sámuel Líceumban végzett, 1957-ben érettségizett, magyar irodalom szakos tanári képesítést a Babeș–Bolyai Tudományegyetemen szerzett 1962-ben. Az egyetem elvégzése után az Ifjúmunkás belső munkatársa, 1968-tól 1979-ig főszerkesztője volt, később az Előre szerkesztőjeként működött. Publicisztikai, kritikai írásokkal hívta fel magára a figyelmet az 1960-as évek első felében.
A Forrás-sorozatban 1967-ben verskötettel jelentkezett (Déli harang), költői érzékenységének újabb, meggyőzőbb bizonyítéka az Elveszett birtokok (1969). Lírai magatartását a tárgyakhoz, a szülőföldhöz, az emberekhez fűződő bensőséges viszony s valami kamaszos hetykeség jellemezte (Távolságok ciklus). Sikerrel próbálkozott az 1950-es években lejáratott "termelési témák" költői megközelítésével  (Levelek a brigádból). Karcolatai, elbeszélései (Tornác, 1970) a riporteri ihletést ötvözték a szerző lélekelemző, erkölcsboncolgató hajlamaival.
Ló a pincében címmel lefordította Ovidiu Zotta ifjúsági regényét (1975). A tuskó c. gyermekregénye (1979) versekkel tarkított lírai történet, Érzelmes levelek c. regénye (Kolozsvár 1980) családi vetületben elemezte a nemzeti szenvedélyeket legyűrő szerelmet. 1980-as verskötete, az Ellenállás, az ifjúkori illúziók elvesztésének, a férfiúvá érésnek és a családba menekülésnek komor vallomása. Műfordítói csúcsteljesítménye M. F. Ṣandru válogatott versei (A nagy teremben, 1989).
A Káfé Főnix internetes irodalmi portál szerkesztője volt.

## Kötetei
- Déli harang. Versek; Irodalmi, Bukarest, 1967
- Elveszett birtokok. Versek; Irodalmi, Bukarest, 1969
- Tornác; Kriterion, Bukarest, 1970
- A tuskó; Creangă, Bukarest, 1979
- Ellenállás. Versek; Kriterion, Bukarest, 1980
- Érzelmes levelek. Regény; Dacia, Kolozsvár-Napoca, 1980
- Bármely rendelést vállalok. Regény; Kriterion, Bukarest, 1982
- Az ítélet születése. Versek; Dacia, Kolozsvár-Napoca, 1983
- Álruhában. Mai kalandok; Dacia, Cluj-Napoca, 1989
- A bozót; Kriterion, Bucureşti, 1989
- A megtalált kulcs; Creangă, Bucureşti, 1989
- Kölcsönsorok. 36 modern és kortárs román költő versei magyarul Cseke Gábor tolmácsolásában; Pont–Pontfix, Bp.–Sepsiszentgyörgy, 2004 (Conflux)
- Tükörterem. Válogatott versek, 1962–2004; Pallas-Akadémia, Csíkszereda, 2005
- Lírai tőzsde: fontos versek; Concord Media, Arad, 2006 (Irodalmi jelen könyvek)
- Sashegyen innen, Sashegyen túl; Littera Nova, Bp., 2007 (Erdélyi mesélők)
- Csöndfűrész zenéje. Álmodott versek; Pont–Pontfix, Bp.–Sepsiszentgyörgy, 2007 (Conflux)
- A bozót. A hegymászás "regénye"; Pallas-Akadémia, Csíkszereda, 2008
- Jelentések magamról. Emlékezések ellenfényben; Polis, Kolozsvár, 2009
- Szerpentin vándora. Szigorúan válogatott versek. 1967–2010; Polis, Kolozsvár, 2010
- A Strada Bravilortól a Vígszínház utcáig és vissza, 2015 MEK
- Sorsok könyve. Riportok, olvasónaplók; Hargita Népe, Csíkszereda, 2016
- Hadiösvények tegnap és ma. Újabb olvasónaplók; Hargita Népe, Csíkszereda, 2018 (Hargita Népe könyvek)
- Kóválygások a Hyde Parkban; Üveghegy, Százhalombatta, 2019

## Társasági tagság
- Gaál Gábor Kör